# Yelmo

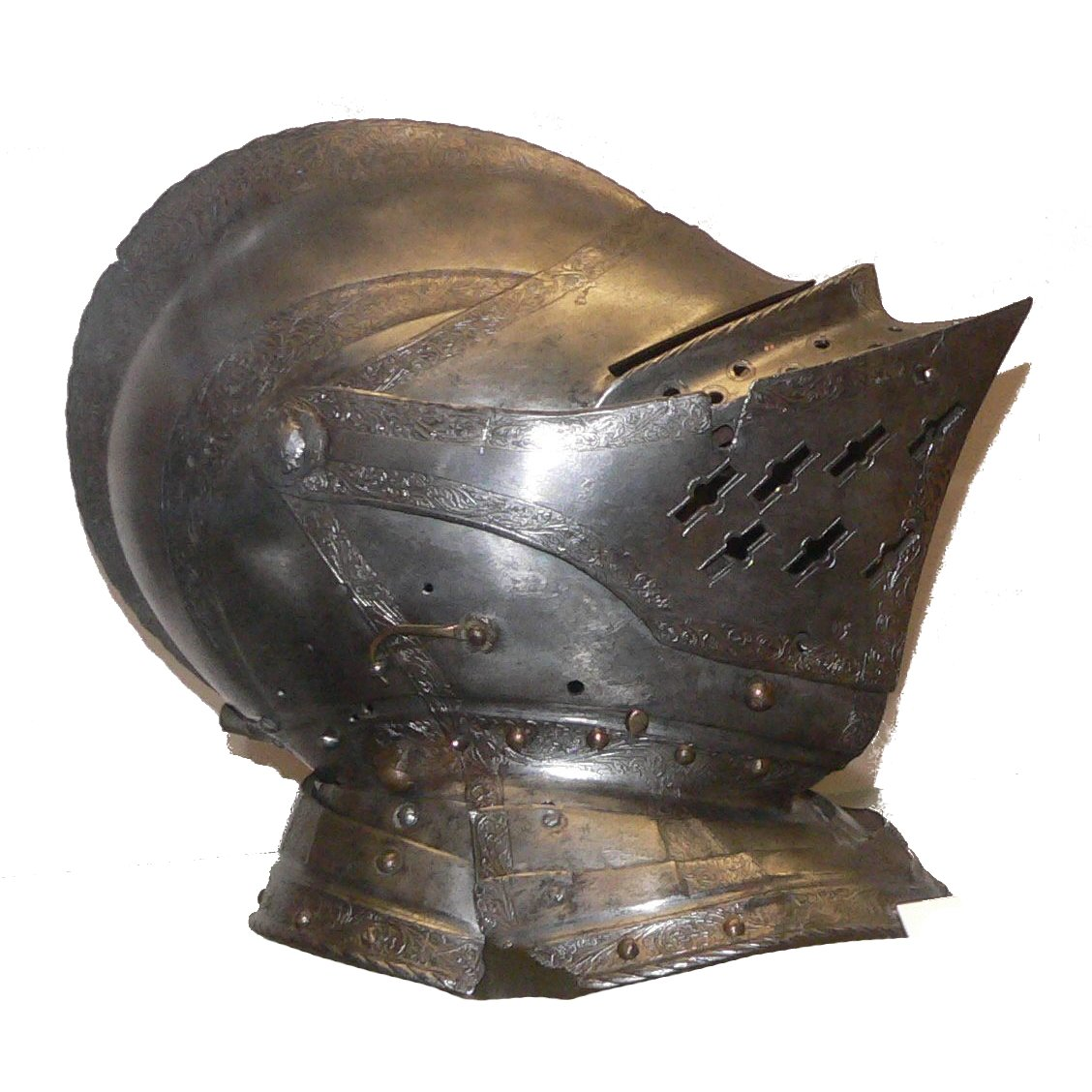
Yelmo bajo medieval con celada.

Se llama yelmo, palabra de origen germánico helm, al elemento de la armadura que protege la cabeza y el rostro del guerrero. Tuvo su momento cumbre en la Baja Edad Media cuando llegaron a ser piezas importantes de la armadura medieval, posteriormente se siguieron utilizando en desfiles, paradas militares y torneos deportivos en pos de seguridad.
Actualmente se fabrican para armaduras con fines ornamentales y decorativos; pese a que su función la siguen realizando cascos deportivos y para unidades antidisturbios.

## Preliminares del yelmo
La necesidad de proteger la cabeza es casi tan antigua como la propia guerra. Ya en bajorrelieves sumerios aparecen soldados formados en falange protegidos con cascos.
En la Edad del Bronce aparecen algunos de los mejores ejemplares de cascos, precursores del yelmo. Se han encontrado cascos con multitud de adornos como crines de caballo o forrados con dientes de jabalí; pero la inmensa mayoría, por no decir todos, dejaban el rostro al descubierto, incluso la coraza de Minos muestra un casco situado muy alto. Posteriormente apareció el yelmo tipo corintio (el más usado en el cine para representar a los guerreros griegos) con grandes carrilleras y protección nasal; fundido en una sola pieza (toda una proeza metalúrgica, según Fernando Quesada Sanz).
Esta tendencia a la protección de la cara desaparece en parte con el casco de las falanges macedónicas que no tenía protección nasal, sí carrilleras, además de una protuberancia hacia el frente (una buena reconstrucción de esta pieza se puede ver en la película Alejandro Magno de Oliver Stone). Incluso en los distintos descendientes del casco corintio empleados por las legiones romanas seguían mostrando grandes carrilleras, pero sin protección facial; aunque de mucha peor factura, al ser producidos en grandes cantidades y pagados por el estado, no por sus portadores como en el caso griego.

## El nacimiento del yelmo

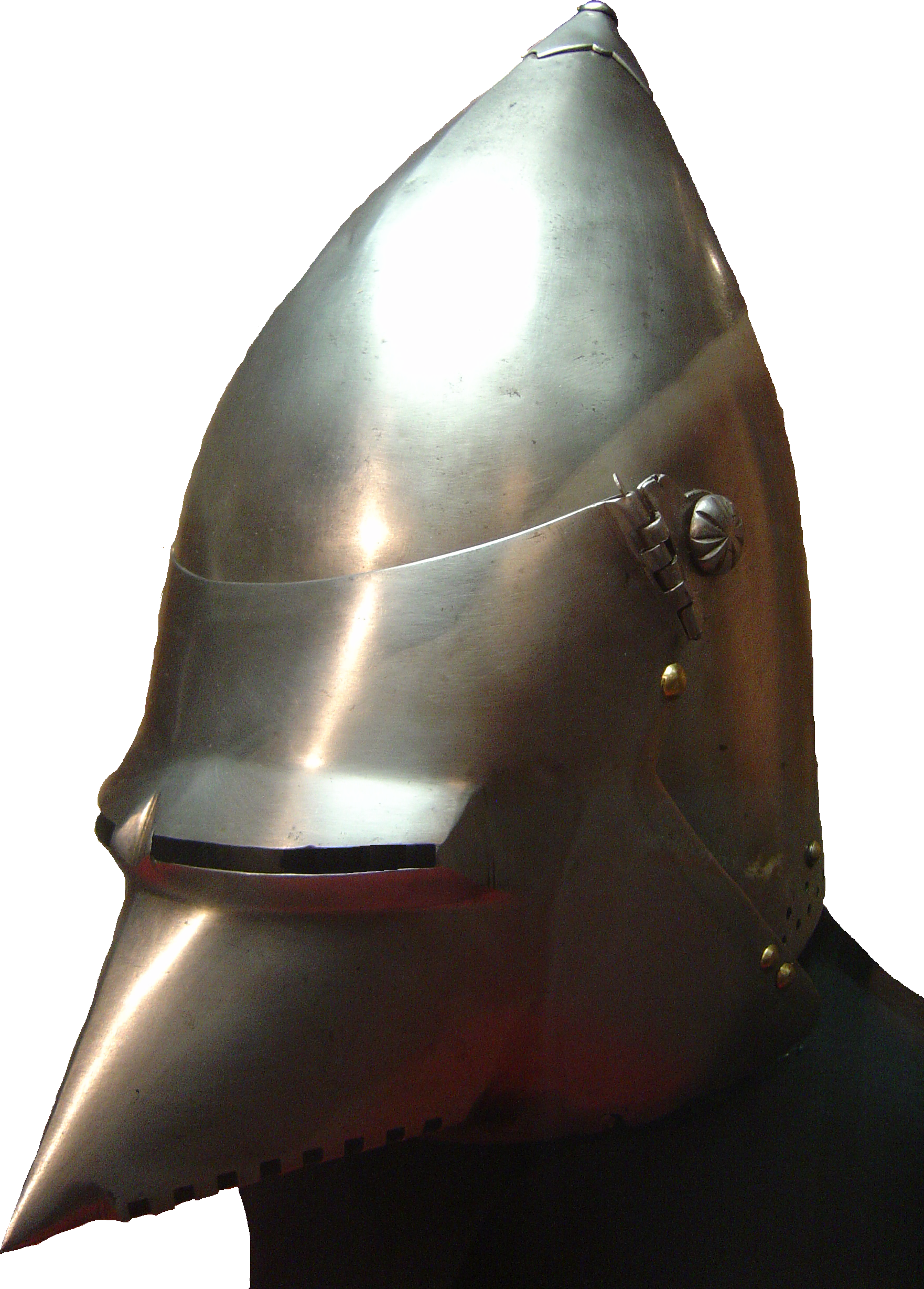
Yelmo del duque Ernest de Austria, hacia el 1400.

El yelmo de la caballería medieval era en principio un casco de caballería romana al que se le fue añadiendo la protección nasal. No fue hasta pasado el siglo XII cuando aparecieron las primeras celadas, no tanto para proteger el rostro de golpes de espada (bastante ineficaz como ha demostrado la arqueología) como para evitar astillas de lanzas rotas, también protegía algo frente a golpes de mangual. Además aumentaba la ferocidad ante los oponentes, como sigue comentando Quesada Sanz. Un ejemplo de este componente psicológico lo tenemos en los incrementos de la celada en forma puntiaguda, incluso con bordes de sierra en la parte baja, cuya principal misión sería inspirar temor al adversario, más que causarle daño en combate cuerpo a cuerpo, como el yelmo del duque de Ernest exhibido en el Kunsthistorisches Museum, Viena, Austria. En América los guerreros de élite aztecas usaban yelmos de madera cubiertos de cuero con forma de cabeza de animales como águilas, jaguares y lobos, ricamente decorados que también tenían un efecto psicológico sobre el enemigo.
Pese a que en Oriente no se utiliza mucho o nada la protección de la cara, en Occidente el peso y volumen del yelmo va en aumento con el paso del tiempo, caso de los compactos cascos germánicos de una pieza propios de la Baja Edad Media. Así se incrementaba la protección, pero se reducía la visibilidad. De esta manera un romance andaluzí relata cómo un solo arquero musulmán logró matar al adelantado castellano cuando este cercaba la plaza con sus hombres, gritándole aquel y este alzando su celada para "mejor ver quien lo llamaba", momento en el que disparó su flecha alcanzándolo en el cráneo desprovisto entonces de protección.

## Adaptaciones actuales

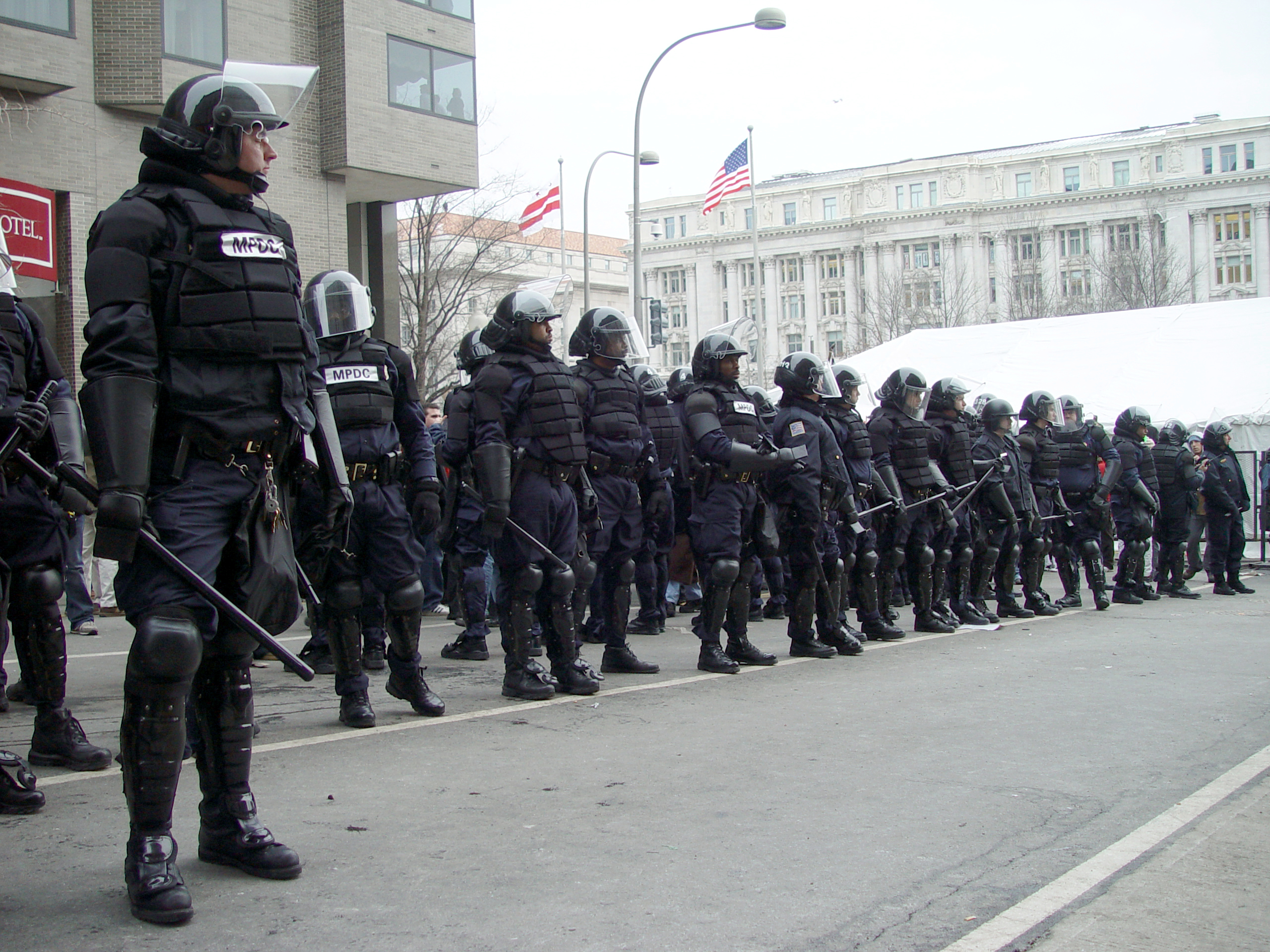
Los cascos de las unidades de intervención comparten con los yelmos la misma funcionalidad; pese a no ser lo mismo ni tampoco sus sucesores.

Desde el s. X los documentos dan el nombre de yelmo a un casco caballeresco que, en las representaciones gráficas, aparece como una defensa cónica de la cabeza, que puede llevar una protección de orejas, y hasta de mejillas, y otra nasal. Una muestra de yelmo primitivo es el casco de San Venceslao, conservado en la catedral de Praga; llevan esta defensa los caballeros de los relieves de Santa María de Ripoll, los sellos de Ramón Berenguer IV de Barcelona (enlace roto disponible en Internet Archive; véase el historial, la primera versión y la última)., de su hijo el rey Alfonso y de Pedro el Católico.
En el s. XIII, se llamó yelmo a un casco cilíndrico, en forma de tonel, con la parte superior llana, que se sostenía sobre los hombros y cubría totalmente la cabeza, la cual en su interior podía moverse de derecha a izquierda; llevaba una ranura horizontal para permitir la visión y unos pequeños agujeros laterales para la ventilación y la percepción de voces y ruidos. Era tan pesado y agobiante que se usaba solo en el momento de la lucha, y los pocos que lo usaban se ponían otro casco militar interior.
Con la llegada de la pólvora un casco con protección facial deja de tener sentido al no necesitar su portador protegerse de astillas procedentes de lanzas rotas, ni tampoco golpes, por armas ya en desuso. De esta forma, en la Edad Moderna, tanto yelmos como las propias armaduras van reduciéndose de tamaño primero y adaptándose después; pero siguieron fabricándose para torneos entre nobles (como deporte no ya como entrenamiento para el combate).
Algo parecido a yelmos siguen utilizando las unidades de intervención policiales, a fin de proteger a sus miembros de objetos arrojados en los disturbios, y el personal contra incendios para resguardar el rostro de fuentes de calor. Igualmente podemos encontrar algunas analogías a las antiguas celadas en las viseras abatibles de los cascos utilizados, por ejemplo, en muchos deportes de motor; donde, además de parar impactos, la prenda debe también salvaguardar los ojos del viento e incluso el frío. Pero ambos casos no se los puede considerar yelmos ni celadas, sino parecidos actuales con aquellas.

## Tipos de yelmos
| Imagen | Nombre                     | Aparición            | Descripción                                                                                                 |
|        | Yelmo nasal                | Finales del s. IX    | Yelmo europeo caracterizado por la posesión de una barra sobre la nariz que protegía la cara.               |
|        | Capellina, pava o capelina | S. XI                | Yelmo en forma de sombrero de ala ancha. Se parece al casco brodie usado en la Primera Guerra Mundial.      |
|        | Spangenhelm                | S. XI                | Reforzado con tiras de metal y un protector nasal. De origen centroasiático, muy extendido geográficamente. |
|        | Cervellera                 | Finales del s. XII   | Yelmo hemisférico y ajustado. Podía llevarse encima de un almófar.                                          |
|        | Yelmo encerrado            | Finales del s. XII   | Sin visera móvil. Solía usarse encima de un almófar. Precursor del gran yelmo.                              |
|        | Gran yelmo o yelmo barril  | Finales del s. XII   | Yelmo sin visera móvil utilizado por los caballeros y la infantería pesada en muchos ejércitos europeos.    |
|        | Bacinete                   | Siglo XIV            | En su origen fue hemisférico, más tarde puntiagudo. Cubría las orejas y el cuello, y podía tener visera.    |
|        | Barbuta                    | Principios del s. XV | Evolución italiana del bacinete con una abertura facial en forma de T o Y, similar al casco corintio.       |
|        | Celada                     | Principios del s. XV | Podía tener visera. Reemplazó al bacinete. Fue muy común y existieron diversos diseños.                     |
|        | Almete                     | Principios del s. XV | Con visera móvil. Sustituyó a la celada. Se diferencia del yelmo cerrado por abrirse hacia los laterales.   |
|        | Boca de rana o stechhelm   | Principios del s. XV | Yelmo sin visera usado en torneos. Aparece a menudo representado en blasones.                               |
|        | Yelmo cerrado              | Finales del s. XV    | Con visera móvil. Se diferencia del almete por abrirse hacia arriba.                                        |
| ------ | -------------------------- | -------------------- | --- |

## Otros yelmos célebres
- El yelmo de la invisibilidad de Hades, robado por Perseo.
- El casco de Ulises de cuero de ovino, forrado de fieltro, con dientes de jabalí en el exterior y correas para tensarlo en el interior.[7]
- El yelmo de Mambrino, en realidad una bacía de barbero que Don Quijote de la Mancha toma por un yelmo. Don Quijote suele ser representado en multitud de obras gráficas o cinematográficas llevando este "yelmo" en la cabeza (capítulo 21; a pesar de ello, lo cierto es que la bacía aparece en una pequeña parte de la obra y don Quijote nunca la utiliza como yelmo). Cervantes tomó este elemento de obras anteriores, como Orlando furioso.
- El yelmo de Hador o Cabeza del Dragón del Norte, yelmo recibido por Túrin en las obras de J. R. R. Tolkien
- El yelmo de caballero de la armadura oxidada
- El morrión fue un yelmo que apareció en la Castilla de principios del siglo XVI que cubría la cabeza de los antiguos caballeros, su forma era algo cónica y contaba de ordinario con una cresta casi cortante.

## Partes del yelmo
El yelmo estaba constituido de:
- Cimera. La cimera no tenía la función de proteger la parte frontal inferior de su portador sino para decorar el yelmo y estaba situado en la parte más alta del mismo.
- Celada. Pieza de la armadura que servía para cubrir y resguardar la cabeza. Es la parte móvil de algunos yelmos que se alzaba o bajaba sostenida por dos ejes a los lados de la misma, en la que había orificios para ver, y con la que el guerrero se protegía.
- Babera. Es la parte que se encargaba de proteger la barbilla, boca y las mandíbulas.
- Collar. Es el adorno situado en la parte inferior que rodea toda la circunferencia del yelmo.